# Sportjahr 1959
Liste der Sportjahre

◄◄ | ◄ | 1955 | 1956 | 1957 | 1958 | Sportjahr 1959 | 1960 | 1961 | 1962 | 1963 | ► | ►►

Weitere Ereignisse

## Badminton
Höhepunkte des Badmintonjahres 1959 waren die All England, die Irish Open, die Scottish Open, die German Open, die Dutch Open und die French Open. Badminton war erstmals bei den Südostasienspielen und den Chinesischen Nationalspielen vertreten.

### Internationale Veranstaltungen
| Veranstaltung | Herreneinzel       | Dameneinzel           | Herrendoppel                     | Damendoppel                        | Mixed                                |
| ------------- | ------------------ | --------------------- | -------------------------------- | ---------------------------------- | ------------------------------------ |
| All England   | Tan Joe Hok        | Heather Ward          | Lim Say Hup Teh Kew San          | Iris Rogers June White Timperley   | Poul-Erik Nielsen Inge Birgit Hansen |
| French Open   | Lee Kin Tat        | Pamela S. Wheating    | Lee Kin Tat Jimmy Lim            | Mireille Laurent Marjorie Sharp    | Atte Nyberg Mireille Laurent         |
| German Open   | Bertil Glans       | Aase Schiøtt Jacobsen | Jesper Sandvad Poul-Erik Nielsen | Agnete Friis Aase Schiøtt Jacobsen | Poul-Erik Nielsen Agnete Friis       |
| Malaysia Open | Charoen Wattanasin | Pachara Pattabongse   | Teh Kew San Lim Say Hup          | Tan Gaik Bee Cecilia Samuel        | Lim Say Hup Tan Gaik Bee             |

## Leichtathletik
- 21. März – Iolanda Balaș, Rumänien, erreichte im Hochsprung der Damen 1,84 m.
- 26. April – Tamara Press, Sowjetunion, stieß im Kugelstoßen der Damen 17,25 m.
- 3. Mai – Oleg Fjodossejew, Sowjetunion, sprang im Dreisprung der Herren 16,70 m.
- 12. Mai – Marija Itkina, Sowjetunion, lief die 400 Meter der Damen in 53,4 s.
- 5. Juli – Al Cantello, USA, erreichte im Speerwurf der Herren 86,04 m.
- 7. Juli – Martin Lauer, Deutschland, lief die 110 Meter Hürden der Herren in 13,2 s.
- 12. Juli – Dallas Long, USA, erreichte im Kugelstoßen der Herren 19,26 m.
- 14. Juli – Edmund Piątkowski, Polen, erreichte im Diskuswurf der Herren 59,91 m.
- 17. Juli – Wassili Kusnezow, Sowjetunion, erreichte im Zehnkampf der Herren 8357 Punkte.
- 1. August – Parry O’Brien, USA, stieß im Kugelstoßen der Herren 19,3 m.
- 5. August – Wolodymyr Holubnytschyj, Sowjetunion, ging im 20.000-Meter-Gehen der Herren in 1:27:04 h.
- 7. August – Leonid Spirin, Sowjetunion, ging im 20.000-Meter-Gehen der Herren in 1:27:29 h.
- 7. August – Martin Lauer, Deutschland, lief die 110 Meter Hürden der Herren in 13,2 s.
- 21. August – Dan Waern, Schweden, lief die 1000 Meter der Herren in 2:17,8 min.
- 12. September – Anatoli Wedjakow, Sowjetunion, ging im 50.000-Meter-Gehen der Herren in 4:03:53 h.
- 18. Dezember – Mary Bignal, Großbritannien, erreichte im Dreisprung der Damen 12,22 m.

## Tischtennis
- Tischtennisweltmeisterschaft 1959 27. März bis zum 5. April in Dortmund (Deutschland)
- Länderspiele Deutschlands (Freundschaftsspiele)
  - 11. April: Donaueschingen: D. – Japan 0:5 (Herren)
  - 11. April: Donaueschingen: D. – Japan 0:3 (Damen)
  - August: Lüttich: D. – Belgien 5:2 (Herren)
  - Dezember: Berlin: D. – Österreich 5:2 (Herren)
  - Dezember: Berlin: D. – Österreich 3:0 (Damen)

## Geboren

### Januar
- 02. Januar: Ines Müller, deutsche Leichtathletin
- 03. Januar: Alessandro Andrei, italienischer Kugelstoßer und Olympiasieger
- 07. Januar: Manfred Fischer, deutscher Motorradrennfahrer
- 08. Januar: Kim Duk-koo, südkoreanischer Boxer († 1982)
- 09. Januar: Monika Staab, deutsche Fußballtrainerin
- 10. Januar: Chandra Cheeseborough, US-amerikanische Leichtathletin und Olympiasiegerin
- 10. Januar: Maurizio Sarri, italienischer Fußballtrainer
- 11. Januar: Madschid Mohammed Abdullah, saudi-arabischer Fußballspieler
- 12. Januar: Wladimir Jaschtschenko, sowjetisch-ukrainischer Hochspringer († 1999)
- 15. Januar: Frank Pfütze, deutscher Schwimmer († 1991)
- 18. Januar: Dagmar Lurz, deutsche Eiskunstläuferin
- 19. Januar: Harold Kreis, deutsch-kanadischer Eishockeyspieler und -trainer
- 22. Januar: Urs Meier, Schweizer Fußballschiedsrichter
- 23. Januar: Sergei Kopljakow, sowjetischer Schwimmer und Olympiasieger 1980
- 24. Januar: Michel Preud’homme, belgischer Fußballspieler
- 25. Januar: Wiktor Lossew, russischer Fußballspieler und -trainer
- 26. Januar: Salvador Sánchez, mexikanischer Federgewichtsboxer († 1982)
- 26. Januar: Erwin Vandenbergh, belgischer Fußballspieler
- 29. Januar: Serhij Fessenko, sowjetisch-ukrainischer Schwimmer
- 30. Januar: Lutz Hoffmann, deutscher Turner († 1997)
- 30. Januar: Davide Tardozzi, italienischer Motorradrennfahrer
- 31. Januar: Alessandro Paganessi, italienischer Radrennfahrer
- 31. Januar: Petar Popangelow, bulgarischer Skirennläufer

### Februar

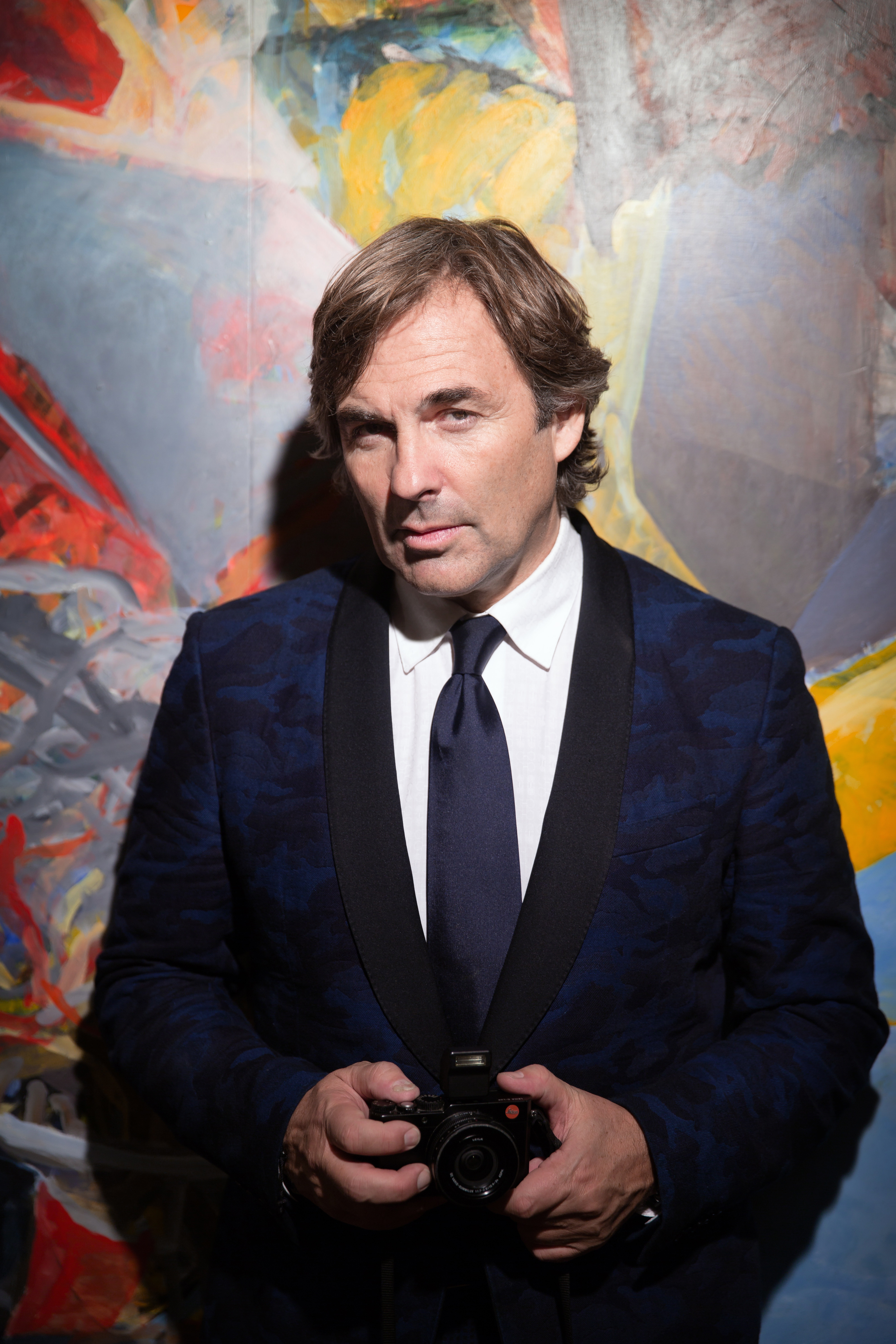
Hubertus von Hohenlohe

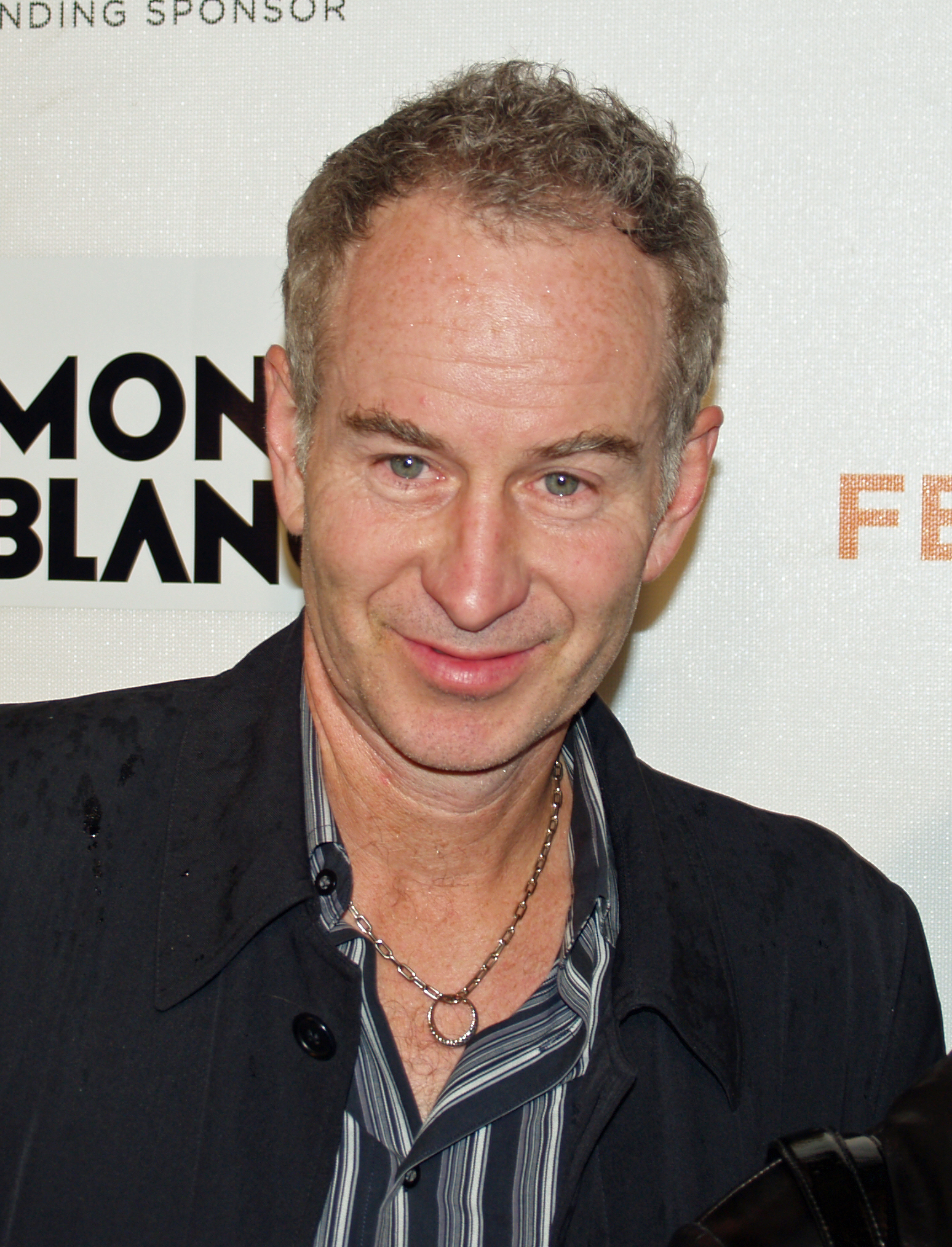
John McEnroe

- 02. Februar: Hubertus von Hohenlohe, Liechtensteiner Musiker und Fotograf, mexikanischer Schirennläufer
- 04. Februar: Darryl Johansen, australischer Schachgroßmeister
- 04. Februar: Lawrence Taylor, US-amerikanischer Footballspieler
- 08. Februar: Heinz Günthardt, Schweizer Tennisspieler
- 08. Februar: Irina Kalinina, sowjetisch-russische Wasserspringerin und Olympiasiegerin
- 09. Februar: Kevin Buckler, US-amerikanischer Automobilrennfahrer, Rennstallbesitzer und Winzer
- 11. Februar: Roberto Moreno, brasilianischer Rennfahrer
- 11. Februar: René Müller, deutscher Fußballspieler und -trainer
- 15. Februar: Rafael Amador Flores, mexikanischer Fußballspieler († 2018)
- 16. Februar: John McEnroe, US-amerikanischer Tennisspieler
- 16. Februar: Gordon Herbert, kanadischer Basketballtrainer
- 18. Februar: Paul Ceesay, gambischer Leichtathlet
- 18. Februar: Gerry Ehrmann, deutscher Fußballspieler
- 18. Februar: Wladimir Lapizki, sowjetischer Florettfechter
- 21. Februar: Gábor Kállai, ungarischer Schach-Großmeister, -autor, -schiedsrichter und -funktionär († 2021)
- 22. Februar: Michail Gurewitsch, russisch-belgischer Schachmeister
- 22. Februar: Holger Hieronymus, deutscher Fußballspieler
- 23. Februar: Jürgen Friedl, deutscher Fußballspieler

### März
- 02. März: Richard Vollath, deutscher Fußballspieler
- 07. März: Holger Gerwalt, deutscher Fußballspieler
- 08. März: Thomas Åhlén, schwedischer Eishockeyspieler
- 11. März: Maria Epple-Beck, deutsche Skirennläuferin
- 11. März: György Vörös, ungarischer Badmintonspieler († 2021)
- 12. März: Dennis Alexio, US-amerikanischer Schauspieler und Boxer
- 16. März: Arben Minga, albanischer Fußballspieler († 2007)
- 17. März: Danny Ainge, US-amerikanischer Basketballspieler
- 18. März: Roberto Tricella, italienischer Fußballspieler
- 19. März: Graeme Fell, kanadischer Leichtathlet
- 19. März: Gunar Schimrock, deutscher Handballtorwart
- 20. März: Sting, US-amerikanischer Wrestler
- 20. März: Martin Short, britischer Automobilrennfahrer
- 24. März: Renaldo Nehemiah, US-amerikanischer Leichtathlet
- 24. März: Uwe Schwenker, deutscher Handballspieler und -funktionär
- 26. März: Siegfried Roch, deutscher Handballspieler
- 27. März: Klaus-Dieter Dieckmann, deutscher Fußballspieler
- 31. März: Thierry Claveyrolat, französischer Radrennfahrer († 1999)

### April
- 01. April: Helmut Duckadam, rumänischer Fußballtorhüter und -funktionär († 2024)
- 02. April: Gelindo Bordin, italienischer Marathonläufer
- 02. April: Juha Kankkunen, finnischer Rallyefahrer
- 03. April: Siân Mulholland, australische Radsportlerin und Radsporttrainerin
- 03. April: Fermín Vélez, spanischer Automobilrennfahrer († 2003)
- 05. April: Armin Andres, deutscher Basketballspieler und -trainer
- 06. April: Alfred Drabits, österreichischer Fußballspieler und -trainer
- 06. April: Aljaksandr Karschakewitsch, belarussischer Handballtrainer und -spieler
- 06. April: Pietro Vierchowod, italienischer Fußballspieler
- 08. April: Michael Hübner, deutscher Radrennfahrer († 2024)
- 09. April: Erik Veje Rasmussen, dänischer Handballspieler und -trainer
- 10. April: Katrin Mietzner, deutsche Handballspielerin
- 16. April: Stefan Hecker, deutscher Handballspieler († 2019)
- 21. April: Dmitry Barash, russisch-US-amerikanischer Schachspieler
- 24. April: Phyllis Bluntson, US-amerikanische Hochspringerin

### Mai
- 01. Mai: Eddie Johnson, US-amerikanischer Basketballspieler
- 07. Mai: Bruno Ilien, französischer Automobilrennfahrer
- 10. Mai: Heinz Karrer, Schweizer Manager und Handballspieler
- 10. Mai: Agustin Kola, albanischer Fußballspieler
- 13. Mai: Ronnie Leitgeb, österreichischer Tennistrainer († 2022)
- 14. Mai: Marcel Coraș, rumänischer Fußballspieler und -trainer
- 14. Mai: Stéphane Mertens, belgischer Motorradrennfahrer
- 15. Mai: Thomas Springel, deutscher Handballspieler
- 17. Mai: Samuth Sithnaruepol, thailändischer Boxer
- 20. Mai: Martina Hallmen, deutsche Hockeyspielerin
- 21. Mai: Andreas Trautmann, deutscher Fußballspieler
- 22. Mai: Yvonne Danson, singapurische Marathonläuferin
- 23. Mai: Marcella Mesker, niederländische Tennisspielerin
- 24. Mai: Pelle Lindbergh, schwedischer Eishockeytorhüter († 1985)
- 26. Mai: Lothar Neukirchner, deutscher Motorradrennfahrer
- 29. Mai: Reimund Dietzen, deutscher Radrennfahrer
- 31. Mai: Andrea de Cesaris, italienischer Automobilrennfahrer († 2014)

### Juni
- 01. Juni: Martin Brundle, britischer Automobilrennfahrer
- 02. Juni: Conradin Cathomen, Schweizer Skirennläufer
- 05. Juni: Werner Schildhauer, deutscher Leichtathlet
- 06. Juni: Dag Erik Pedersen, norwegischer Radrennfahrer, TV-Journalist und Moderator († 2024)
- 06. Juni: Andrej Prokofjew, sowjetisch-russischer Hürdenläufer und Sprinter († 1989)
- 06. Juni: David Schultz, US-amerikanischer Ringer († 1996)
- 10. Juni: Carlo Ancelotti, italienischer Fußballspieler und -trainer
- 10. Juni: Philippe Médard, französischer Handballspieler († 2017)
- 12. Juni: Beniamino Vignola, italienischer Fußballspieler
- 13. Juni: Mike Smith, US-amerikanischer American-Football-Trainer
- 14. Juni: Waleri Iwanowitsch Mowtschan, sowjetischer Radrennfahrer
- 16. Juni: Warrior, US-amerikanischer Wrestler († 2014)
- 16. Juni: Hagen Melzer, deutscher Leichtathlet
- 17. Juni: Baltazar Maria de Moráis Junior, brasilianischer Fußballspieler
- 17. Juni: Adrie van der Poel, niederländischer Radrennfahrer
- 21. Juni: Tom Chambers, US-amerikanischer Basketballspieler
- 21. Juni: Hans-Joachim Watzke, deutscher Fußball-Funktionär
- 23. Juni: Michel Trollé, französischer Automobilrennfahrer
- 25. Juni: Lutz Dombrowski, deutscher Leichtathlet
- 28. Juni: Siegfried Grüninger, deutscher Fußballtorhüter († 2016)
- 28. Juni: Frank Wörndl, deutscher Skirennläufer

### Juli

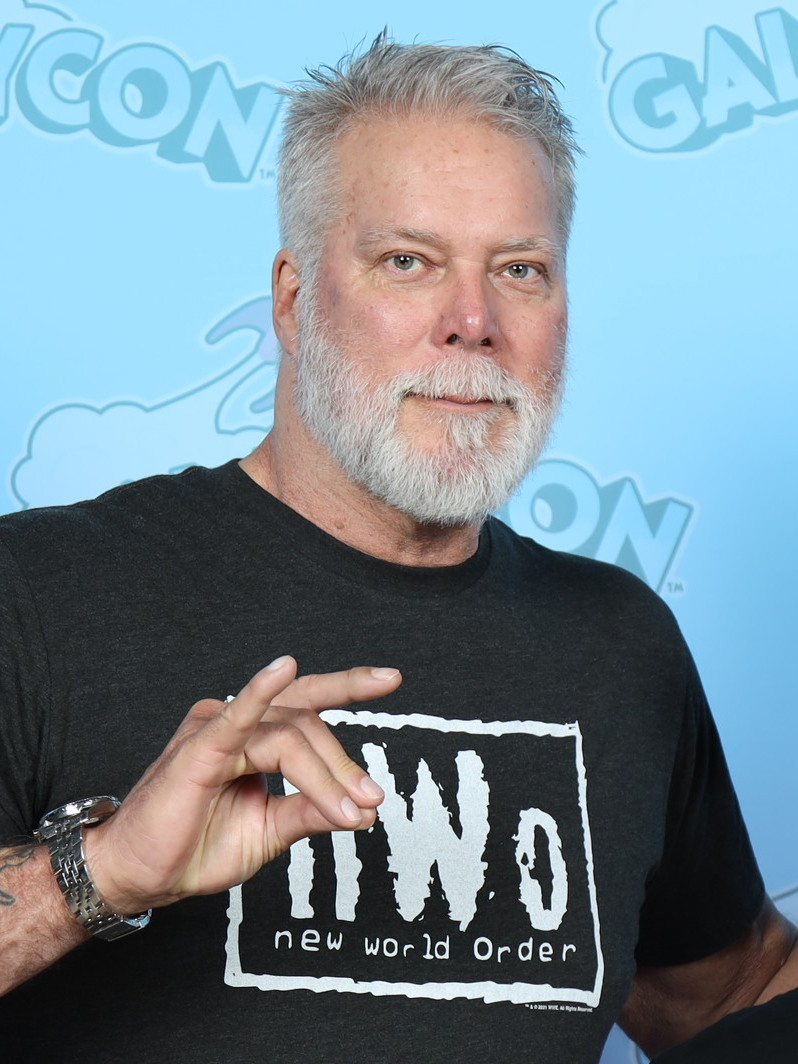
Kevin Nash

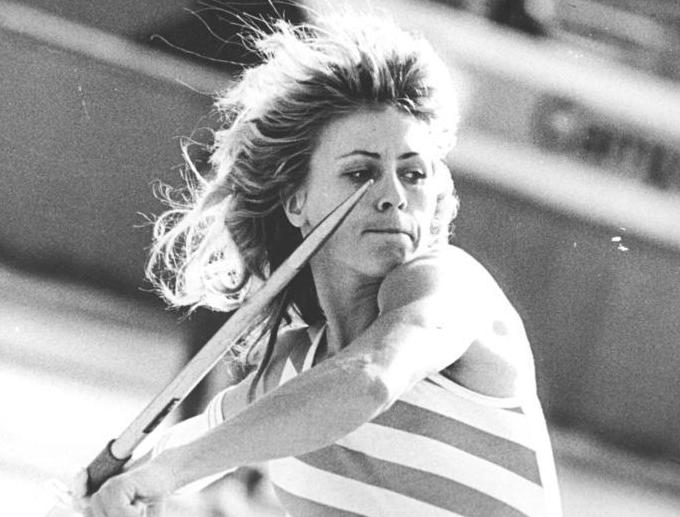
Petra Felke

- 01. Juli: Kim Hyung-chil, südkoreanischer Reiter († 2006)
- 03. Juli: Stojan Deltschew, bulgarischer Turner
- 03. Juli: Helmut Kurrat, deutscher Handballspieler und -trainer
- 06. Juli: Mikael Andersson, schwedischer Eishockeyspieler
- 06. Juli: Joe Jacoby, US-amerikanischer American-Football-Spieler
- 07. Juli: Wanda Bieler, italienische Skirennläuferin
- 07. Juli: Alessandro Nannini, italienischer Automobilrennfahrer
- 07. Juli: Kerstin Knabe, deutsche Leichtathletin
- 08. Juli: Imre Varadi, englischer Fußballspieler
- 09. Juli: Kevin Nash, US-amerikanischer Wrestler
- 11. Juli: Heidi-Elke Gaugel, deutsche Leichtathletin
- 11. Juli: Frans Göbel, niederländischer Ruderer
- 14. Juli: Peter Angerer, deutscher Biathlet
- 16. Juli: Gary Anderson, südafrikanischer American-Football-Spieler
- 16. Juli: Gerd Wessig, deutscher Leichtathlet
- 18. Juli: Michael Jakobs, deutscher Fußballspieler
- 20. Juli: Giovanna Amati, italienische Automobilrennfahrerin
- 24. Juli: Giuseppe Abbagnale, italienischer Ruderer
- 24. Juli: Roland Wetzig, deutscher Bobfahrer
- 25. Juli: Fjodor Tscherenkow, sowjetischer Fußballspieler und russischer Fußballtrainer († 2014)
- 28. Juli: Martin Hole, norwegischer Skilangläufer († 2024)
- 30. Juli: Petra Felke, deutsche Leichtathletin und Olympiasiegerin

### August
- 02. August: Michael Rehschuh, deutscher Fußballspieler und -trainer
- 03. August: Stefan Oberndorfer, deutscher Unternehmer und Automobilrennfahrer
- 08. August: Leonid Judassin, israelischer Schachmeister russischer Herkunft
- 08. August: Ronald Weigel, deutscher Leichtathlet
- 09. August: James Kwesi Appiah, ghanaischer Fußballtrainer und -spieler
- 13. August: Jürgen Beck, deutscher Handballspieler
- 13. August: Thomas Ravelli, schwedischer Fußballspieler

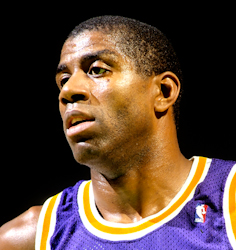
Magic Johnson

- 14. August: Magic Johnson, US-amerikanischer Basketballspieler
- 21. August: Jiří Lála, tschechischer Eishockeyspieler
- 24. August: Michael Andersson, schwedischer Fußballspieler
- 24. August: Peter Assion, deutscher Fußballtrainer
- 25. August: Alexander Rymanow, russischer Handballspieler und -trainer
- 27. August: Gerhard Berger, österreichischer Automobilrennfahrer
- 31. August: Ralph Krueger, US-amerikanischer Eishockeytrainer

### September
- 03. September: Wolfgang April, deutscher Fußballspieler
- 03. September: José Luis Laguía, spanischer Radrennfahrer
- 04. September: Robbie Deans, neuseeländischer Rugbyspieler und -trainer
- 04. September: Armin Kogler, österreichischer Skispringer
- 07. September: Alfreð Gíslason, isländischer Handballspieler und -trainer
- 12. September: Deron Cherry, US-amerikanischer American-Football-Spieler
- 12. September: Algimantas Šalna, litauisch-sowjetischer Biathlet und Olympiasieger
- 13. September: Alexander Koschkin, sowjetisch-russischer Boxer († 2012)
- 14. September: Hans Richter, deutscher Fußballspieler und -trainer († 2023)
- 13. September: Ivan Majstorović, deutscher Handballspieler und -trainer
- 18. September: Christian Wulf, deutscher Kampfkünstler und Trainer
- 21. September: Andrzej Buncol, polnischer Fußballspieler
- 22. September: Uwe Mönkemeyer, deutscher Leichtathlet
- 23. September: Dale Whittington, US-amerikanischer Automobilrennfahrer († 2003)
- 25. September: Eduardo Mario Acevedo, uruguayischer Fußballspieler und -trainer
- 26. September: Shi Zhihao, chinesischer Tischtennisspieler und -funktionär
- 28. September: Ron Fellows, kanadischer Automobilrennfahrer und Unternehmer
- 29. September: Carlos Cardús, spanischer Motorradrennfahrer
- 29. September: Rolf Kalb, deutscher Sportjournalist und Kommentator
- 30. September: Julio Álvarez, spanisch-deutscher Fußballspieler und -trainer
- 30. September: Jana Gantnerová-Šoltýsová, tschechoslowakische Skirennläuferin
- 30. September: Wladimir Murawjow, sowjetischer Sprinter und Olympiasieger

### Oktober
- 03. Oktober: Martina Willing, deutsche Leichtathletin
- 05. Oktober: Thomas Remark, deutscher Fußballspieler
- 07. Oktober: Martin Knosp, deutscher Freistilringer
- 07. Oktober: Loris Reggiani, italienischer Motorradrennfahrer
- 08. Oktober: Gaby Bußmann, deutsche Leichtathletin
- 08. Oktober: Christin Cooper, US-amerikanische Skiläuferin
- 08. Oktober: Erik Gundersen, dänischer Bahnsportler
- 08. Oktober: Paul Narracott, australischer Sprinter und Bobfahrer
- 10. Oktober: Michael Klein, rumänischer Fußballspieler († 1993)
- 11. Oktober: Wayne Gardner, australischer Motorradrennfahrer
- 12. Oktober: Beate Peters, deutsche Leichtathletin
- 13. Oktober: Massimo Bonini, san-marinesischer Fußballspieler
- 14. Oktober: Alexej Kassatonow, russischer Eishockeyspieler
- 17. Oktober: Kornelia Kunisch, deutsche Handballspielerin
- 18. Oktober: Ernesto Canto, mexikanischer Leichtathlet und Olympiasieger
- 19. Oktober: Mike Jackel, deutsch-kanadischer Basketballspieler
- 20. Oktober: Eriko Asai, japanische Marathonläuferin
- 20. Oktober: Sandra Le Poole, niederländische Hockeyspielerin
- 22. Oktober: Nancy Bell-Johnstone, US-amerikanische Biathletin
- 24. Oktober: Jouni Yrjölä, finnischer Schachgroßmeister
- 25. Oktober: Serik Qonaqbajew, sowjetisch-kasachischer Boxer
- 26. Oktober: Bruce Mwape, sambischer Fußballtrainer
- 27. Oktober: Rick Carlisle, US-amerikanischer Basketballspieler und -trainer
- 28. Oktober: Peter Pacult, österreichischer Fußballspieler und -trainer
- 31. Oktober: Mats Näslund, schwedischer Eishockeyspieler

### November
- 02. November: Saïd Aouita, marokkanischer Leichtathlet
- 02. November: Kai Wandschneider, deutscher Handballtrainer und Handballspieler
- 04. November: Joachim Heinke, deutscher Fußballspieler
- 05. November: Martín Billoch, argentinischer Regattasegler († 2025)
- 07. November: Petra Platen, deutsche Handballspielerin und Sportmedizinerin
- 09. November: Sito Pons, spanischer Motorradrennfahrer
- 10. November: Randy Mamola, US-amerikanischer Motorradrennfahrer
- 16. November: Ursula Konzett, Liechtensteiner Skirennläuferin
- 17. November: Thomas Allofs, deutscher Fußballspieler
- 18. November: Waleed al-Jasem Mubarak, kuwaitischer Fußballspieler († 2025)
- 19. November: Jack Leconte, französischer Automobilrennfahrer und Rennstallbesitzer
- 21. November: Orlando Maldonado, puerto-ricanischer Boxweltmeister
- 22. November: Patrice Anderson, US-amerikanische Biathletin
- 22. November: Fabio Parra, kolumbianischer Radrennfahrer
- 22. November: Oleg Wassiljew, russischer Eiskunstläufer und Olympiasieger
- 23. November: Udo Degener, deutscher Schachproblemkomponist
- 24. November: Helmut Höflehner, österreichischer Skirennläufer
- 26. November: Uwe Neuhaus, deutscher Fußballspieler und -trainer
- 28. November: Stephen Roche, irischer Radrennfahrer
- 30. November: Sylvia Hanika, deutsche Tennisspielerin

### Dezember

Florence Griffith-Joyner

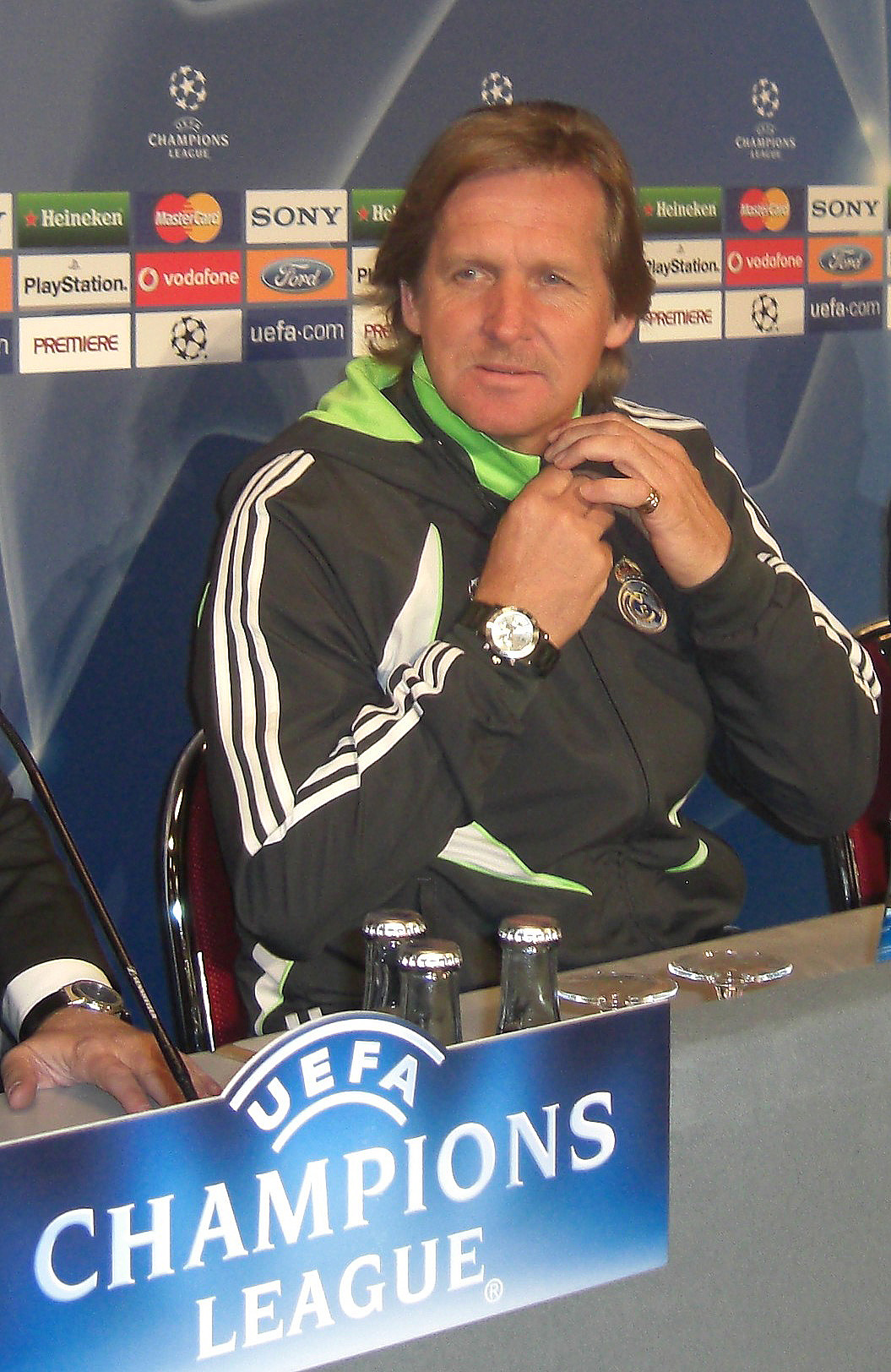
Bernd Schuster

- 03. Dezember: Robert Hemmerlein, deutscher Fußballtorhüter
- 04. Dezember: Christa Luding-Rothenburger, deutsche Eisschnellläuferin
- 10. Dezember: Mark Anthony Aguirre, US-amerikanischer Basketballspieler
- 16. Dezember: Ida Golin, italienische Fußballspielerin († 2025)
- 16. Dezember: Juri Schewzow, belarussischer Handballspieler und -trainer
- 19. Dezember: Dirk Schnell, deutscher Handballspieler
- 20. Dezember: Hildegard Körner, deutsche Leichtathletin
- 21. Dezember: Florence Griffith-Joyner, US-amerikanische Leichtathletin und Olympiasiegerin († 1998)
- 22. Dezember: Bernd Schuster, deutscher Fußballspieler und -trainer
- 22. Dezember: Bryan Willman, US-amerikanischer Automobilrennfahrer
- 26. Dezember: Hans Nielsen, dänischer Bahnsportler
- 26. Dezember: Wolfgang Rolff, deutscher Fußballspieler und -trainer
- 28. Dezember: Hansjörg Kunze, deutscher Leichtathlet
- 31. Dezember: Liveris Andritsos, griechischer Basketballspieler und -trainer

### Tag unbekannt
- Gebhard Aberer, österreichischer Skispringer
- Ruth Budde, deutsche Tischtennisspielerin

## Gestorben

### Januar
- 21. Januar: Lajos Wick, ungarischer Ruderer und Rudertrainer (* 1892)
- 22. Januar: Elisabeth Moore, US-amerikanische Tennisspielerin (* 1876)
- 30. Januar: Oszkár Abay-Nemes, ungarischer Schwimmer (* 1913)
- 30. Januar: Aimé Proot, belgischer Langstreckenläufer (* 1890)

### Februar
- 03. Februar: Sidney Robinson, britischer Langstrecken- und Hindernisläufer (* 1876)
- 05. Februar: George Gyles, kanadischer Segler (* 1877)
- 07. Februar: John Semmelink, kanadischer Skirennläufer (* 1938)
- 08. Februar: Daniel Soubeyran, französischer Ruderer (* 1875)
- 13. Februar: Paul Günther, deutscher Wasserspringer (* 1882)
- 21. Februar: Karel Buchta, tschechoslowakischer Skisportler (* 1897)
- 22. Februar: Harold Hardwick, australischer Schwimmer, Boxer und Rugbyspieler (* 1888)
- 22. Februar: Louis Pesch, luxemburgischer Radrennfahrer (* 1904)
- 24. Februar: Stanley Shoveller, englischer Hockeyspieler (* 1881)

### März
- 03. März: Paul Nicolas, französischer Fußballspieler und Sportfunktionär (* 1899)
- 04. März: Maxie Long, US-amerikanischer Leichtathlet (* 1878)
- 11. März: Ödön Radvány, ungarischer Ringer (* 1888)
- 15. März: Thomas Swindlehurst, britischer Tauzieher (* 1874)
- 16. März: Jops Reeman, niederländischer Fußballspieler (* 1886)
- 17. März: Fredy Müller, deutscher Leichtathlet (* 1905)
- 18. März: Émile Dupont, belgischer Sportschütze (* 1887)
- 25. März: Albert Krushel, US-amerikanischer Radrennfahrer (* 1889)
- 26. März: Giannetto Termanini, italienischer Turner (* 1882)

### April
- 03. April: Walter Fischer, deutscher Fußballspieler (* 1889)
- 06. April: Peter Schlütter, dänischer Segler (* 1893)
- 13. April: Iivar Väänänen, finnischer Sportschütze (* 1887)
- 15. April: Ole Bjerke, norwegischer Sportschütze (* 1881)
- 18. April: John Field-Richards, britischer Motorbootfahrer (* 1878)
- 20. April: Paul van Asbroeck, belgischer Sportschütze (* 1874)
- 23. April: Ernst Felle, deutscher Ruderer (* 1876)
- 30. April: Gustave Warlouzet, französischer Turner (* 1884)

### Mai
- 06. Mai: Adolf Lindfors, finnischer Ringer (* 1879)
- 06. Mai: Fernando Soledade, brasilianischer Sportschütze (* 1879)
- 10. Mai: Albert Thévenon, französischer Wasserballspieler (* 1901)
- 11. Mai: Arvid Spångberg, schwedischer Wasserspringer (* 1890)
- 14. Mai: Athanasios Vouros, griechischer Fechter (* 1871)
- 17. Mai: Douglas Turner, US-amerikanischer Tennisspieler (* 1883)
- 19. Mai: Murray Carleton, US-amerikanischer Golfspieler (* 1885)
- 22. Mai: Antonio Cámpolo, uruguayischer Fußballspieler (* 1897)
- 24. Mai: Ville Kyrönen, finnischer Langstrecken- und Crossläufer (* 1891)
- 25. Mai: Philipp Kassel, Turner (* 1876)

### Juni
- 05. Juni: Ragnar Svensson, schwedischer Segler (* 1882)
- 09. Juni: Michael Galitzen, US-amerikanischer Wasserspringer (* 1909)
- 12. Juni: Decio Pavani, italienischer Turner (* 1891)
- 18. Juni: Rolf Lie, norwegischer Turner (* 1889)
- 26. Juni: Ron Gibson, britischer Autorennfahrer (* 1904)
- 26. Juni: Kurt Moeschter, deutscher Ruderer und Rudertrainer (* 1903)
- 28. Juni: Christian Svendsen, dänischer Turner (* 1890)
- 29. Juni: Hermann Linkenbach, deutscher Reiter (* 1889)
- 29. Juni: Geert Lotsij, niederländischer Ruderer (* 1878)

### Juli
- 11. Juli: Arne W. Pedersen, dänischer Radrennfahrer (* 1917)
- 13. Juli: Herbert Trube, US-amerikanischer Mittel- und Langstreckenläufer (* 1886)
- 19. Juli: Imre Schlosser, ungarischer Fußballspieler (* 1889)
- 20. Juli: Karl Ansén, schwedischer Fußballspieler (* 1887)
- 21. Juli: Nils Granfelt, schwedischer Turner (* 1959)
- 22. Juli: Lal Bokhari, indischer Hockeyspieler (* 1909)
- 22. Juli: Peregrin Spevak, österreichischer Eishockey- und Bandyspieler sowie Eishockeyschiedsrichter und -funktionär (* 1898)
- 28. Juli: Roald Larsen, norwegischer Eisschnellläufer (* 1898)

### August
- 01. August: Jean Behra, französischer Rennfahrer (* 1921)
- 08. August: Harald Christensen, dänischer Ringer (* 1884)
- 08. August: Axel Lindahl, schwedischer Langstreckenläufer (* 1885)
- 10. August: Walther von Mumm, deutscher Bobfahrer (* 1887)
- 24. August: Ivo Fairbairn-Crawford, britischer Mittelstreckenläufer (* 1884)
- 29. August: René Bauwens, belgischer Schwimmer und Wasserballspieler (* 1894)

### September
- 07. September: Carlo Biscaretti di Ruffia, italienischer Industriedesigner und Grafiker; Initiator des ersten Automobilrennens Italiens (* 1879)
- 10. September: Ramón Fonst, kubanischer Fechter (* 1883)
- 10. September: Herbert Kerrigan, US-amerikanischer Hochspringer (* 1879)
- 18. September: Walter Bathe, deutscher Schwimmer (* 1892)
- 20. September: Vincent Richards, US-amerikanischer Tennisspieler (* 1903)
- 20. September: Erwin Simon, deutscher Schwimmer (* 1908)
- 24. September: Aníbal d’Almeida, portugiesischer Springreiter (* 1898)
- 25. September: Richard Bühler, Schweizer Skispringer (* 1915)
- 28. September: Rudolf Caracciola, deutscher Automobilrennfahrer (* 1901)
- 29. September: Julius Beresford, britischer Ruderer (* 1868)
- 000September: Gustav Gottenkieny, Schweizer Fußballspieler und -trainer (* 1896)

### Oktober
- 03. Oktober: Karl Burger, deutscher Fußballspieler (* 1883)
- 08. Oktober: Guillermo Riveros, chilenischer Fußballspieler (* 1902)
- 10. Oktober: Frédéric Bruynseels, belgischer Segler (* 1888)
- 11. Oktober: Joan Serrahima i Bofill, spanischer Leichtathlet (* 1905)
- 18. Oktober: Charles Bugbee, britischer Wasserballspieler (* 1887)
- 18. Oktober: Boughéra El Ouafi, algerischer Leichtathlet (* 1898)
- 19. Oktober: Thorleif Holbye, norwegischer Segler (* 1883)
- 20. Oktober: Johannes Hansen, dänischer Turner (* 1882)
- 20. Oktober: Clarence McKerrow, kanadischer Lacrosse- und Eishockeyspieler (* 1877)
- 25. Oktober: Mylie Fletcher, kanadischer Sportschütze (* 1868)
- 26. Oktober: Ernst Fast, schwedischer Leichtathlet (* 1881)
- 27. Oktober: Martin Hawkins, US-amerikanischer Leichtathlet (* 1888)

### November
- 06. November: Aarne Pelkonen, finnischer Turner (* 1891)
- 06. November: Kurt Runge, deutscher Ruderer (* 1887)
- 09. November: Eero Lehtonen, finnischer Leichtathlet (* 1898)
- 10. November: Julius Keyl, deutscher Leichtathlet (* 1877)
- 11. November: Al LeConey, US-amerikanischer Leichtathlet (* 1901)
- 12. November: Amilcare Beretta, italienischer Schwimmer und Wasserballspieler (* 1885)
- 15. November: Max Sillig, Schweizer Eishockeyspieler und Sportfunktionär (* 1873)
- 16. November: Georg Brunner, deutscher Hockeytorhüter (* 1897)
- 17. November: Robert Roth, Schweizer Ringer (* 1898)
- 19. November: Kurt C. Volkhart, deutscher Ingenieur, Konstrukteur und Rennfahrer (* 1890)
- 21. November: Tönnes Björkman, schwedischer Sportschütze (* 1888)
- 21. November: Bertus Freese, niederländischer Fußballspieler (* 1902)
- 22. November: Molla Mallory, norwegisch-US-amerikanische Tennisspielerin (* 1884)
- 22. November: Jaroslav Skobla, tschechoslowakischer Gewichtheber (* 1899)
- 30. November: Karl Richter, schwedischer Sportschütze (* 1876)

### Dezember
- 02. Dezember: Stanisław Cikowski, polnischer Fußballspieler (* 1899)
- 05. Dezember: Percival Davson, britischer Tennisspieler und Fechter (* 1877)
- 05. Dezember: Alcides Paiva, brasilianischer Wasserballspieler (* 1894)
- 05. Dezember: Frank Schell, US-amerikanischer Ruderer (* 1884)
- 08. Dezember: Iivari Kyykoski, finnischer Turner (* 1881)
- 10. Dezember: Eskil Wedholm, schwedischer Schwimmer (* 1891)
- 11. Dezember: Gustaf Johnsson, schwedischer Turner (* 1890)
- 12. Dezember: Hans Kämpfer, Schweizer Fußballspieler (* 1885)
- 12. Dezember: Gyula Kiss, ungarischer Fußballspieler (* 1916)
- 13. Dezember: Peter Platzer, österreichischer Fußballspieler (* 1910)
- 21. Dezember: Arvi Pohjanpää, finnischer Turner (* 1887)
- 23. Dezember: Emil Ketterer, deutscher Leichtathlet (* 1883)
- 23. Dezember: Ettore Massari, italienischer Turner (* 1883)
- 25. Dezember: Zoltán Blum, ungarischer Fußballspieler und -trainer (* 1892)

### Datum unbekannt
- Paul Dujardin, französischer Wasserballspieler (* 1894)
- Walther Engelmann, deutscher Kunstturner (* 1888)
- Adolf Kurz, deutscher Ringer (* 1888)
- Sorin Mihăilescu, rumänischer Rugbyspieler (* 1898)